# Štefanov nad Oravou
Štefanov nad Oravou (in ungherese Stepanó) è un comune della Slovacchia facente parte del distretto di Tvrdošín, nella regione di Žilina.